# Симон Нгапандуетнбу
Симон Брејди Нгапандуетнбу (фр. Simon Brady Ngapandouetnbu; 12. април 2003) је камерунски фудбалер, игра на позицији голмана. Тренутно наступа за Ним, на позајмици из Олимпик Марсеља.

## Клупска каријера
Дана 11. октобра 2019. потписао је први професионални уговор са Олимпиком из Марсеља на три године. Исте године је прекомандован у резервни тим и био је резервни чувар сениорске екипе. Продужио је уговор са клубом 8. марта 2022. године.

## Репрезентативна каријера
У новембру 2021. године позван је у репрезентацију Француске до 19 година за квалификационе утакмице за Европско првенство до 19 година 2022. У септембру 2022. је званично позван у сениорску репрезентацију Камеруна на неколико пријатељских утакмица. Уврштен је у састав Камеруна за Светско првенство у Катару 2022. године.